# Ichneumon cylindricus
Ichneumon cylindricus är en stekelart som beskrevs av Gmelin 1790. Ichneumon cylindricus ingår i släktet Ichneumon och familjen brokparasitsteklar. Inga underarter finns listade i Catalogue of Life.